# Бил Сити (Мичиген)
Бил Сити (енгл. Beal City) насељено је место без административног статуса у америчкој савезној држави Мичиген.

## Демографија
По попису из 2010. године број становника је 357, што је 12 (3,5%) становника више него 2000. године.
| Група             | 2000.       | 2010.       |
| Белци             | 340 (98,6%) | 340 (95,2%) |
| Афроамериканци    | 0 (0,0%)    | 0 (0,0%)    |
| Азијати           | 0 (0,0%)    | 1 (0,3%)    |
| Хиспаноамериканци | 1 (0,3%)    | 4 (1,1%)    |
| Укупно            | 345         | 357         |